# Robert III (roi d'Écosse)
Pour les articles homonymes, voir Robert III.
Robert III (vers 1337 – 4 avril 1406), né sous le nom de Jean Stewart, roi d'Écosse, (Raibeart III en gaélique écossais) règne de 1390 à 1406.

## Origine

Armes de d'Écosse lorsqu'il n'était encore connu que sous le nom de John Stuart, comte de Carrick.

John est le fils aîné du roi Robert II et de sa maîtresse Elizabeth Mure, a été légitimé par le mariage formel de ses parents en 1349. Ils s'étaient déjà unis en 1336, mais personne ne considérait ce mariage comme valide.

## Héritier présomptif
Début 1363, John, devenu Lord de Kyle, joue un rôle actif dans la rébellion de son père contre son grand-oncle, le roi David II d'Écosse, En 1367, David II lui fait épouser  Annabella, la nièce de la reine Marguerite Drummond, et le fait comte de Carrick. Quand son père devient roi quatre ans après sous le nom de Robert II d'Écosse à l'âge de 55 ans, il prend part activement au gouvernement du royaume avec ses frères cadets

## Gardien
En novembre 1384, il est nommé Gardien de l'Écosse pour le compte de son père devenu sénile. Le 1er décembre 1388 il doit céder cette charge à son frère Robert, comte de Fife, car il aurait été rendu invalide à la suite d'un coup donné par un cheval. Il n'en succède pas moins à son père sur le trône lors de son décès en avril 1390 mais son frère obtient d'être confirmé dans sa charge de Gardien du Royaume avant son couronnement le 14 août 1390.

## Roi
À ce moment, il remplace Jean, son nom de baptême - impopulaire à cause de sa similitude avec Jean de Baliol - par celui de Robert lorsqu'il est couronné par Walter Trayl, à Scone le 14 août 1390, avec son épouse Annabella, sous le nom de Robert III. Bien qu'il ait probablement assisté à plusieurs séances du parlement, le nouveau roi ne dirige que nominalement du pays, le pouvoir réel restant entre les mains de son frère, le comte de Fife.
Néanmoins, en 1399, à cause de la « maladie du corps » du roi, son fils aîné, David, duc de Rothesay, reçoit le titre de lieutenant du royaume ; mais s'ensuivent une invasion anglaise de l'Écosse, de sévères différends entre Rothesay et son oncle Robert, désormais duc d'Albany, et finalement, en mars 1402, la mystérieuse mort de Rothesay au palais de Falkland.
Craignant pour la vie de Jacques, son fils survivant, le roi tient le garçon caché au château de Dirleton, en vue de lui faire quitter secrètement le pays pour la France. Néanmoins, un mois après, en 1406, les Anglais capturent le jeune Jacques en chemin. Sur quoi le roi Robert meurt, probablement à Rothesay. Le roi serait mort de chagrin, à la suite de la capture de Jacques.
Selon la tradition, Robert demande même à être enterré sous un monticule de déjections avec comme épitaphe : « Ici repose le pire des Rois et le plus malheureux des hommes ». En fait, il a été enterré à Paisley, au lieu de Scone, la sépulture traditionnelle des Rois d'Écosse, ne s'estimant pas digne de cet honneur.

## Union et postérité
En 1367, Robert III a épousé Annabella Drummond (vers 1350 - 1402), fille de Sir John Drummond de Stobhall, et elle lui a donné 7 enfants: 
- Margaret Stuart, nommée d'après sa grand-tante Margaret Drummond (femme de David II d'Écosse), épouse en 1390 d'Archibald Douglas (4e comte de Douglas) ;
- Marie Stuart (morte vers 1458) épouse 1) en 1397 de Georges Douglas Comte d'Angus 2) en 1405 de James Kennedy 3) en 1409 de William Cunningham 4) en 1413 de William Graham 5) en 1425 de William Edmonstone ;
- David, duc de Rothesay, né le 24 octobre 1378 ;
- Elisabeth Stuart épouse de James Douglas, Lord de Dalkeith (mort en 1441) ;
- Egidia Stuart ;
- Robert Stuart (mort en 1393).
- Jacques Ier d'Écosse

Il a également deux fils naturels, Jacques Stewart de Kilbride et John Stewart d'Auchingowan.